# Возз'єднання Бретані

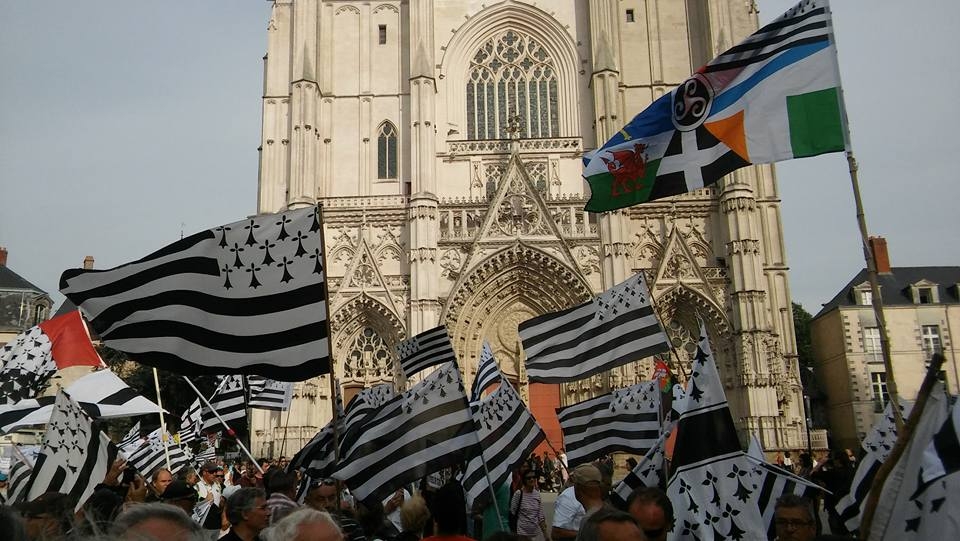
Бретонський і панкельтський прапори, церква Сен-П'єр і Сен-Поль під час Маніфестації Бреїжа (на підтримку возз'єднання Бретані) в Нанті 24 вересня 2016 року

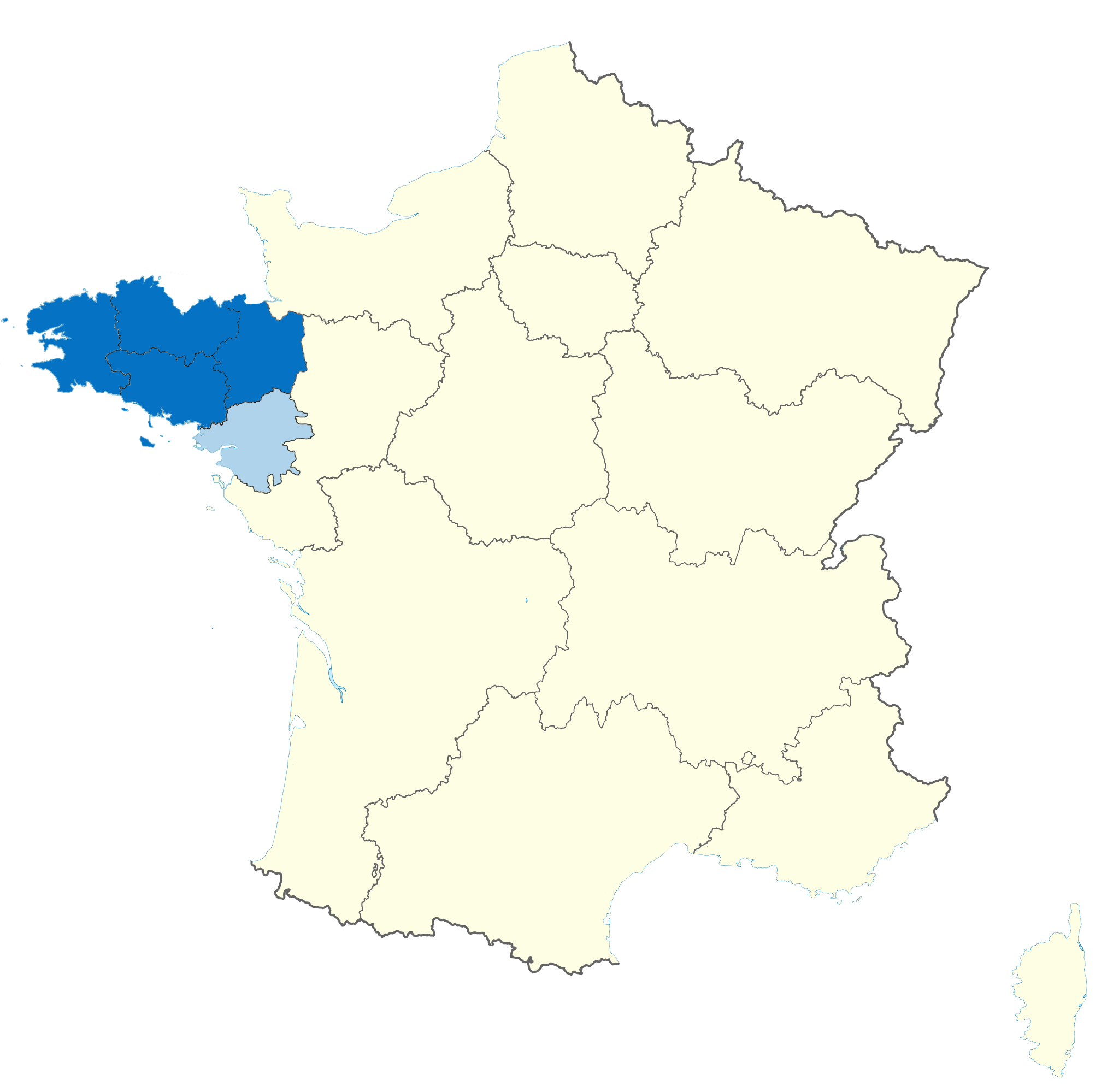
Французькі адміністративні регіони, де Бретань позначена темно-синім кольором, а департамент Луара-Атлантика — світло-синім.

Возз'єднання Бретані або Бретонське возз'єднання — політичний рух за возз'єднання департаменту Луара-Атлантика з адміністративним регіоном Бретань, щоб утворити цілісний культурний та історичний регіон Бретань. Це «возз'єднання» вважається передумовою для подальшої автономії Бретоні.

## Передісторія
Із IX століття Бретань була незалежним королівством, потім аж до розпаду французької монархії була герцогством.
У 1941 році уряд Віші відокремив регіон Луара-Атлантика від історичної Бретані, яка сьогодні залишається частиною адміністративного регіону Пеї-де-ла-Луар. Луара-Атлантика, включаючи стародавню столицю герцогства Бретань Нант, була відокремлена від решти Бретані частково як помста за те, що велика кількість бретонців підтримала Національну раду Вільної Франції Шарля де Голля, а також як атака на бретонців, які підтримували незалежність Бретані.

## Рух
Поділ Бретані оскаржується бретонськими активістами, які стверджують, що він був нав'язаний недемократичним урядом без консультацій з населенням Бретані. Вони стверджують, що адміністративні регіони Атлантична Луара і Бретань культурно, історично і географічно об'єднані, і що бретонська єдність принесе економічну вигоду.

### Перші офіційні акції
30 червня 2001 року, через 60 років після поділу історичної Бретані, в Нанті відбулася масова демонстрація із закликом до возз'єднання Бретані. Після цього рада департаменту Луара-Атлантик одноголосно проголосувала за возз'єднання, але в жовтні проти цього виступила муніципальна рада Ренна.
8 жовтня 2004 року Регіональна рада Бретані одноголосно проголосувала за резолюцію «за адміністративне возз'єднання Бретані». Вони запропонували співпрацювати з Генеральною радою Атлантичної Луари в питаннях обов'язкових і факультативних повноважень, а також для організації референдуму про єдність.

### Регіональна організація 2014 року
Колишній прем'єр-міністр і мер Нанта Жан-Марк Еро заявив, що об'єднання Луари-Атлантичної з Бретанню «відповідає інтересам народу». Його наступниця на посаді мера Нанта, Йоганна Роллан, додала: «Заради майбутнього наших територій та людей, які на них живуть, давайте боротимемося за об'єднання Пеї-де-ла-Луар та Бретані». Марк Ле Фюр, член парламенту від партії UMP, заявив, що президент Олланд «підтримує Віші [французьку державу воєнного часу]». «Він не слухав своїх бретонських міністрів, бретонських членів парламенту, місцевих підприємців чи культурних лідерів. Він глухий. Він не хоче нікого слухати». Організація 44=BZH звинуватила французький уряд у тому, що він прислухається лише до політичних лідерів Атлантичної Луари, які, за їхніми словами, відчайдушно намагаються зберегти свої робочі місця та ігнорують думку мешканців Бретані.

### Громадська підтримка
У 2014 році від 13 000 до 30 000 людей пройшли парад на підтримку возз'єднання. У 2016 році також відбувся парад, у якому взяли участь від 2500 до 10 000 осіб.
У жовтні 2018 року від 1500 до 3000 осіб пройшли парадом у Нанті за возз'єднання Бретані, закликаючи до проведення референдуму щодо возз'єднання Луари-Атлантичної з Бретанню.
У листопаді 2018 року понад 100 000 громадян Атлантичної Луари підписали петицію, запропоновану Bretagne réunie (Возз'єднана Бретань) про возз'єднання Атлантичної Луари з Бретанню.

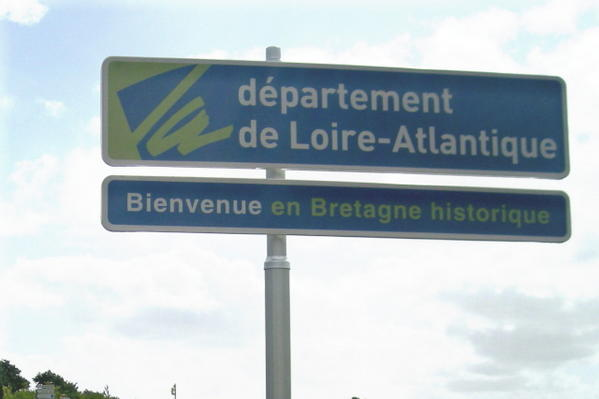
Дорожній знак в Атлантичній Луарі з написом «Ласкаво просимо до історичної Бретані»

### Посадовці Луари-Атлантики
У грудні 2018 року Рада департаменту Атлантична Луара проголосувала проти прямої зміни регіональних кордонів, але за проведення референдуму про включення Атлантичної Луари до регіону Бретань.
2021 року міська рада Нанта проголосувала за те, щоб звернутися до французького уряду з проханням організувати референдум про вихід Нанта зі складу регіону Пеї-де-ла-Луар і приєднання до Бретані.
У червні 2022 року рада Луари-Атлантики підтримала резолюцію про проведення референдуму.

### Регіональна рада Бретані
У жовтні 2021 року Регіональна рада Бретані підтримала резолюцію, що вимагає від уряду Франції «розпочати до 2024 року законодавчий процес консультацій з виборцями Атлантичної Луари щодо того, чи бажають вони приєднатися до Бретані».
У 2022 році Азіліз Гуез, лідерка групи бретонських автономістів Breizh a-Gleiz, підтримала возз'єднання Бретані, яке розглядається як передумова для процесу автономізації Бретані. За її заклик до автономії Бретані проголосували всі члени регіональної ради (окрім ультраправого «Національного об'єднання»).
У вересні 2022 року Регіональна рада Бретані проголосувала за проведення оцінки впливу возз'єднання, яку спільно фінансуватиме Луара-Атлантик. Результати оцінки впливу мають бути опубліковані до березня 2023 року з надією на проведення консультацій.
У травні 2023 року в Нанті було створено «транспартійний» орган для «створення умов для діалогу між громадами та державою щодо організації цих консультацій з громадянами» з надією на швидке проведення референдуму. Двадцять п'ять депутатів п'яти департаментів історичної Бретані підписали законопроект про консультації з мешканцями Атлантичної Луари щодо возз'єднання.
У вересні 2023 року, у відповідь на пропозицію Еммануеля Макрона працювати над розширенням автономії Корсики, Лоїг Шене-Жирар, президент регіональної ради Бретані, зазначив невідповідність між цією пропозицією та «системою неефективного централізму з іншої епохи».

## Міжнародна підтримка
У 2014 році в Палаті громад Великої Британії 10 депутатів підписали заяву на підтримку возз'єднання історичного регіону Бретань під час реорганізації французького уряду суперрегіонів Франції.
Того ж року політики Плайд Кемри в Сенеді опублікували письмову заяву з висловленням думки, в якій також закликали французький уряд відновити історичні кордони Бретані.
У 2015 році Європейський вільний альянс підтвердив свою підтримку адміністративного возз'єднання Бретані з єдиною асамблеєю.

## Опозиція
Противники возз'єднання бретонців стверджують, що воно може призвести до суперечки між столицями Ренном і Нантом і що об'єднана Бретань буде недостатньо великою, щоб впоратися з міжнародною економічною конкуренцією, і тому пропонують створити більшу зону «Великого Заходу».

## Опитування

### Возз'єднання
- Тільки в департаменті Атлантична Луара опитування показують підтримку возз'єднання на рівні: 62 % у квітні 1998 року, 68 % у березні 1999 року, 75 % у червні 2001 року та 67 % у червні 2006 року.[21]
- Опитування у 5 департаментах, проведене у вересні 2000 року, показало, що 65 % висловилися за возз'єднання.[21]
- Опитування 2001 року показало, що понад 62 % респондентів рішуче підтримують возз'єднання або висловлюються «за».[5]
- Опитування в адміністративному регіоні Бретань, проведене у листопаді 2001 року, показало, що 63 % висловилися на підтримку.[21]
- Опитування, проведене IFOP — Ouest-France у липні 2002 року, показало, що 75 % висловилися за возз'єднання Бретані порівняно з 16 % проти.[6]
- Опитування у всіх 5 департаментах, проведене в жовтні 2002 року, показало, що 56 % висловилися за воз'єднання.[21]
- Опитування, проведене у листопаді 2002 року, показало, що 67 % висловилися на підтримку в адміністративному регіоні Бретань.[21]
- Опитування, проведене у травні 2003 року, показало, що 71 % висловилися за воз'єднання.[21]
- Опитування громадської думки 2009 року показало, що в Атлантичній Луарі возз'єднання підтримують 68 %, а в адміністративному регіоні Бретань — 70 %.
- Опитування, проведене у грудні 2012 року, показало, що 58 % висловилися за возз'єднання.[21]
- Опитування 2013 року показало, що 44 % бретонців підтримують возз'єднання Бретані, тоді як 36 % виступають проти.[22]
- Опитування, проведене в січні 2014 року, показало, що 58 % висловилися за возз'єднання.[21]
- Опитування, проведене у квітні 2014 року, показало, що 63 % жителів Атлантичної Луари та 57 % жителів адміністративної Бретані підтримують возз'єднання.[23]
- Опитування, проведене в липні 2014 року, показало, що 70 % жителів Атлантичної Луари та 75 % жителів Бретані підтримують возз'єднання.[19]
- Опитування 2018 року показало, що 40 % бретонців підтримують пряме міжнародне представництво Бретані, тоді як 39 % виступають проти. 35 % підтримали законодавчі повноваження для Бретані, тоді як 49 % були проти. Близько 50 % підтримали возз'єднання, тоді як 30 % були проти.[22]
- Опитування 2019 року показало, що 47 % жителів адміністративного регіону Бретань висловилися за возз'єднання, тоді як 31 % були проти; 53 % жителів Луари Атлантичної висловилися за, а 25 % проти.[24]
- Опитування 2021 року показало, що 63 % жителів Луари-Атлантики підтримують возз'єднання, тоді як 37 % виступають проти.[25]

### Незалежність
- Опитування 2000 року показало, що підтримка незалежності Бретоні становила 23 %.[22]
- Опитування 2013 року показало, що 18 % підтримують незалежність від Франції.[22]

### Бретань
- Бретонський націоналізм

### Інші країни
- Корнський націоналізм
- Корнуольська деволюція
- Валлійський націоналізм
- Валлійська деволюція
- Незалежність Уельсу
- Сполучена Ірландія
- Галісійський рух за незалежність
- Корсиканська автономія
- Рух за незалежність Каталонії